# Efes Pilsen

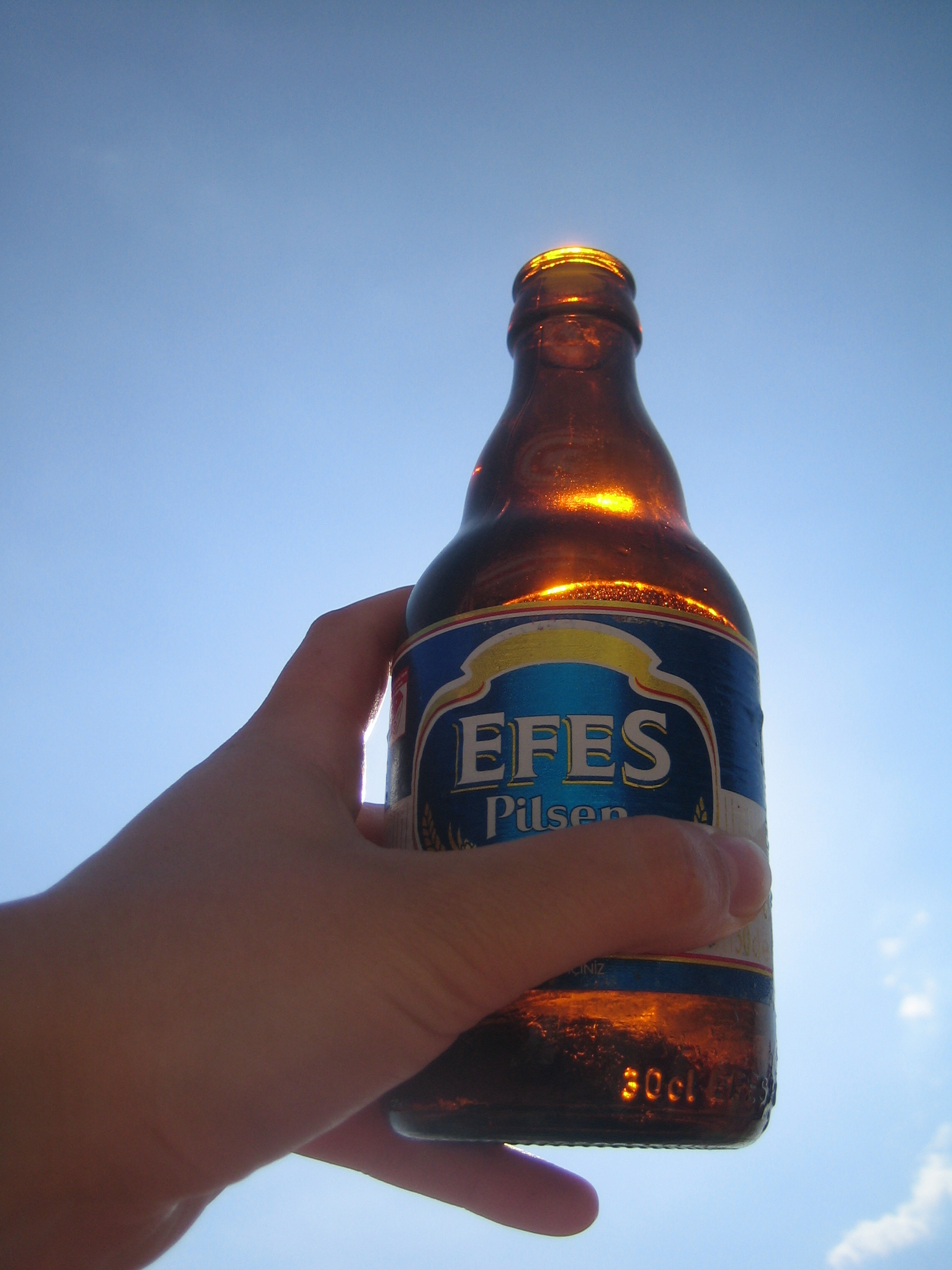
Bouteille classique de la marque Efes Pilsen

Efes Pilsen est une marque de bière produite en Turquie par le groupe Efes Beverage Group. Elle a été nommée ainsi en référence à l'ancienne cité grecque d'Éphèse (en turc Efes), située près d'Izmir où se trouve la brasserie. 
Efes Pilsen est la marque vedette de la brasserie Efes Beverage Group. Elle a gagné de nombreuses distinctions, attribuées notamment par de prestigieux organismes internationaux du fait d'un procédé particulier de brassage avec du riz pour ajouter un goût. Au cours des années, la marque a été plusieurs fois récompensée d’un label de qualité Or, Argent ou Bronze, octroyé par le groupe belge Monde Selection.
La forme caractéristique de sa bouteille est typique des bars surtout de la côte Égéenne, la culture web ainsi que jonchant le sol des bords des routes et rivières en Turquie. Elle rappelle par sa forme large les bouteilles de bière allemandes ainsi que les cruches en grès.